# Чёрная металлургия России

Производство стали в России в 1990—2017 гг., в млн тонн

Динамика экспорта продукции чёрной и цветной металлургии из России в 2000—2007 гг., в млрд долл.

Чёрная металлургия — один из типов ориентации металлургической отрасли промышленности России.
Доля России в мировых запасах железных руд 32 % (57 млрд т), а их ежегодная добыча в стране составляет 15 % от мировой.

## Статистика
Доля чёрной металлургии в объёме промышленного производства России по состоянию на 2007 год составляла около 10 %. В состав чёрной металлургии входит более 1,5 тыс. предприятий и организаций, 70 % из них — градообразующие, число занятых — более 660 тыс. человек. По данным на 2008 год, Россия занимала 4 место в мире по производству стали (72 млн тонн в год). По данным на 2007 год Россия занимает 3 место в мире (после Китая и Японии) по экспорту стальной продукции (27,6 млн тонн в год).
В 2016 году удельный вес производства слитков и литой заготовки, произведенных в конвертерах и электропечах, в общем объёме выплавки стали − 97,4 %; отношение производства готового проката к выплавке стали − 86, 6 %; удельный вес проката листового (без покрытий) в общем объёме производства готового проката − 46,6 %; удельный вес холоднокатаного листа в общем объёме производства проката листового (без покрытий) − 29,1 %. Слитки и литая заготовка, произведенные в конвертерах − 46454; слитки и литая заготовка, произведенные в электропечах − 21548.

## Промышленное производство
Более 80 % объёма промышленного производства чёрной металлургии России приходится на 9 крупных компаний: «ЕвразХолдинг» (НТМК и ЗСМК), «Северсталь», «Новолипецкий металлургический комбинат», «Магнитогорский металлургический комбинат», «УК Металлоинвест» (Оскольский электрометаллургический комбинат, Уральская Сталь) «Мечел» (Ижсталь), «Трубная металлургическая компания», «Объединённая металлургическая компания», «Группа Челябинский трубопрокатный завод».
Объёмы производства основных видов продукции чёрной металлургии в 2006 году превысили показатели начала 1990-х годов В 2000—2007 годах выросли объёмы производства стали и сплавов, что произошло благодаря опережающему развитию современных передовых методов, в частности, электросталеплавильного производства. В 2007 году производство проката чёрных металлов составило 59,6 млн тонн.
Основные переделы — обогащение сырья, производство агломерата и окатышей, коксохимическое производство, доменное производство, сталеплавильное (конвертерное, электросталеплавильное, мартеновское), прокатное (слябинги, блюминги, рельсобалочное производство), изготовление метизов.
| 2000 | 2007 | 2008 | 2009 | 2010 | 2011 | 2012 | 2013 | 2014 | 2015 | 2016 | 2017 | 2018 | 2019 | 2020 | 2021 | 2022 |
| ---- | ---- | ---- | ---- | ---- | ---- | ---- | ---- | ---- | ---- | ---- | ---- | ---- | ---- | ---- | ---- | ---- |
| 59.1 | 72.4 | 68.5 | 60.0 | 66.9 | 68.7 | 70.6 | 69.4 | 71.5 | 71.1 | 70.8 | 71.3 | 71,7 | 71,6 | 73.4 | 77.0 | 71.5 |

## Предприятия чёрной металлургии
Верх-Исетский металлургический завод (ВИЗ) — завод в Екатеринбурге, один из старейших металлургических заводов Урала. В настоящее время остались только цеха холодной прокатки (ООО «ВИЗ-Сталь»). Завод является крупнейшим в России производителем высококачественной трансформаторной стали.
Омутнинский металлургический завод (ОМЗ) — завод в Кировской области, один из старейших металлургических заводов РФ. Небольшой по меркам металлургии, однако, обладая собственным сталеплавильным производством, является лидером в области производства нестандартных стальных профилей сложного сечения.
Другие предприятия российской чёрной металлургии: Амурметалл; Ашинский металлургический завод; Выксунский металлургический завод; Западно-Сибирский металлургический комбинат; Златоустовский металлургический завод; Косогорский металлургический завод; Красный Октябрь (Волгоград); Кузнецкие ферросплавы; Магнитогорский металлургический комбинат; Нижнетагильский металлургический комбинат; Новокузнецкий металлургический комбинат (входит в ЗСМК); Новолипецкий металлургический комбинат; Оскольский электрометаллургический комбинат; Северсталь; Тулачермет; Фроловский электросталеплавильный завод; Челябинский металлургический комбинат.

### Производство стали по компаниям
| № | Предприятие   | Объём производства в 2014 г., млн тонн | Объём производства в 2015 г., млн тонн |
| - | ------------- | -------------------------------------- | -------------------------------------- |
| 1 | НЛМК          | 15,9                                   | 15,9                                   |
| 2 | Евраз         | 15,5                                   | 14,3                                   |
| 3 | ММК           | 13,0                                   | 12,2                                   |
| 4 | Северсталь    | 11,3                                   | 11,5                                   |
| 5 | Металлоинвест | 4,5                                    | 4,5                                    |
| 6 | Мечел         | 4,3                                    | 4,4                                    |
| 7 | ТМК           | 3,7                                    | 3,8                                    |

Крупнейшими производителями стали в России являются НЛМК – 17,4 млн т в 2021 г. (+10% к 2020 г.), ММК – 13,6 млн т (+17,5%), Evraz – 13,6 млн т (-0,4%), «Северсталь» – 11,6 млн т (+3%), «Металлоинвест» – 4,9 млн т (-1,3%) и «Мечел» – 3,5 млн т (-3%). 

## Экспорт и импорт
По данным ФТС за 2019 год экспорт чёрных металлов из России составил 40,41 млн тонн, импорт — 7,1 млн тонн. Ведущие страны — получатели: Турция, Тайвань и Беларусь. Основные поставщики — Украина, Казахстан, Китай.